# 오노촌 (아키타현 기타아키타군)
오노촌(大野村)은 아키타현 기타아키타군에 있던 촌으로. 현재의 기타아키타시 북서부 아니강 료간 아키타 내륙 종관 철도 아키타 내륙선 오노다이역 - 가미스기역의 연선과 서쪽 일대에 해당한다.

## 역사
- 1889년 4월 1일 - 정촌제 시행에 의해 우에스기촌, 시모스기촌, 가와이촌, 도죠촌, 기도이시촌, 하치만타이신타촌, 마스자와촌의 구역으로 성립하였다.
- 1892년 4월 11일 주변의 지역들을 시모오노촌으로 분할하여 폐지하였다.